# Comuna Zalissea, Narodîci
Zalissea (în ucraineană Заліська сільська рада) este o comună în raionul Narodîci, regiunea Jîtomîr, Ucraina, formată din satele Davîdkî și Zalissea (reședința).

## Demografie
Componența lingvistică a comunei Zalissea
     Ucraineană (96,87%)
     Rusă (1,49%)
     Română (1,34%)
     Alte limbi (0,3%)
Conform recensământului din 2001, majoritatea populației comunei Zalissea era vorbitoare de ucraineană (96,87%), existând în minoritate și vorbitori de rusă (1,49%) și română (1,34%).